# Dans l'immense tristesse
Dans l'immense tristesse est une mélodie pour voix et piano de Lili Boulanger composée en 1916 sur un poème de Bertha Galeron de Calonne.

## Composition
Dans l'immense tristesse est composé en 1916 (achevé le 24 août 1916) sur le poème Le Cimetière de Bertha Galeron de Calonne extrait du recueil Dans ma nuit (Paris, A. Lemerre, 1890). C'est la dernière mélodie de Lili Boulanger.
L'incipit de l'œuvre est : « Dans l'immense tristesse et dans le lourd silence ». Le texte évoque « un fantôme de femme [qui] vient au cimetière pour consoler son enfant de sa perte ».
La mélodie est dédiée à Claire Croiza.

## Création
L'œuvre est créée le 15 novembre 1917 à Paris (Le Parthénon, Festival de musique féminine), par Jan Reder (nl).
Elle est reprise à la Société nationale de musique le 9 mars 1918, salle de la Société des concerts, par Claire Croiza, dédicataire de la partition.

## Édition
La date de première publication de la partition par Ricordi (Paris, 1918-1919, cotage R. 484) est le 24 décembre 1918. Le copyright a été attribué en janvier 1919.
La mélodie est aussi publiée par Schirmer (New York) en 1979 (cotage ED. 3217-48181c) au sein du recueil Quatre Chants pour voix et piano, avec une traduction anglaise de Jane May (In a infinite Sadness).
L'œuvre est ensuite publiée par Durand en 2000 (Paris, cotage D.&F. 15284) au sein du recueil Quatre Mélodies.

## Commentaires
Dans l'immense tristesse est d'une durée moyenne d'exécution de cinq minutes environ.
Pour le musicologue Christian Goubault, c'est « encore la tristesse, la plus poignante et la plus hallucinante qui soit. Le poème de Bertha Galéron de Calonne — murée en elle-même, puisqu'elle ne pouvait ni voir, ni entendre, ni parler — trouve un écho lugubre et touchant dans cette mélodie [...] : glas sinistre qui résonne avec ses lents et grands mouvements parallèles de quinte à vide, sa note pédale, sa citation, fantomatique, de la berceuse Dodo, l'enfant do dans les dernières mesures ».

## Discographie
- In Memoriam Lili Boulanger, Doris Reinhardt (mezzo-soprano) et Émile Naoumoff (piano), Marco Polo 8.223636, 1993.
- Lili Boulanger : les mélodies, Sonia de Beaufort (mezzo-soprano) et Alain Jacquon (piano), Timpani 1C1042, 1998.
- Lili & Nadia Boulanger : mélodies, Cyrille Dubois (ténor) et Tristan Raës (piano), Aparté, 2020[4].
- Les heures claires : The Complete Songs Nadia & Lili Boulanger, Lucile Richardot (mezzo-soprano) et Anne de Fornel (piano), Harmonia Mundi HMM 90235658, 2023[5].